# کاندیدا آلبیکانس
کاندیدا آلبیکانس (نام علمی: Candida albicans) یک مخمر بیماری‌زا است و معمولاً عامل ایجاد عفونت‌های برفک دهان و عفونت قارچی واژن است.
کاندیدا آلبیکانس به‌صورت گندروی (ساپروفیت) و همزیست بر روی پوست و در دهان، دستگاه گوارش و دستگاه تناسلی می‌روید. این قارچ میکروسکوپی جزو میکروارگانیسم‌های تشکیل‌دهندهٔ فلور میکروبی بدن است و به‌طور طبیعی به‌صورت هم‌زیستی مسالمت‌آمیز در بدن انسان زندگی می‌کند و بیماری ایجاد نمی‌کند. برهم خوردن تعادل محیط زیست فلور میکروبی بدن، سبب رشد بی‌رویهٔ این قارچ می‌شود که در مواردی باعث ایجاد عفونت‌های شدید مخاطی و جلدی از جمله کاندیدیاز، عفونت قارچی واژن، برفک دهان یا سایر بیماری‌های قارچی می‌گردد. در افرادی که از دستگاه‌های متحرک ارتودنسی استفاده می‌کنند، علائم شیوع کاندیدا آلبیکنس دیده می‌شود.
درمان آن معمولاً راحت است و با پماد کلوتریمازول می‌توان این قارچ‌ها را از بین برد.